# Spanisch-Amerikanischer Krieg
Atlantischer Kriegsschauplatz

Cárdenas – Puerto Rico – Guantánamo Bay – El Caney – San Juan Hill – Santiago de Cuba I – Santiago de Cuba II
Pazifischer Kriegsschauplatz

Bucht von Manila – Guam – Manila
Der Spanisch-Amerikanische Krieg war eine militärisch-wirtschaftliche Auseinandersetzung zwischen den USA und dem Königreich Spanien vom 23. April bis 12. August 1898.
Er endete mit der Inbesitznahme Kubas, Puerto Ricos, Guams und der Philippinen durch die USA und bedeutete für Spanien den Verlust seiner letzten bedeutenden überseeischen Kolonien. Kriegsziel der USA war die Kontrolle der Überseegebiete Spaniens und der Zugang zu asiatischen Märkten über die Philippinen.
Der Spanisch-Amerikanische Krieg stellt in der Geschichte Spaniens, der Geschichte der USA, der Geschichte Kubas und der Geschichte der Philippinen eine wichtige Zäsur dar. Für die Vereinigten Staaten bedeutet er eine erste, erfolgreiche Konfrontation im Rahmen ihrer neuen, über das nordamerikanische Festland hinausgreifenden Interessenpolitik und markiert die Verwandlung der Monroe-Doktrin von einer vor allem defensiven in eine expansive Strategie als offen imperialistische Kolonialmacht. Der Harvard-Historiker John T. Bethell bezeichnet den Krieg in diesem Kontext als Präventivschlag, um kolonialen Bestrebungen Russlands, Deutschlands und anderer europäischer Großmächte in Fernost zuvorzukommen. Für Spanien bedeutete die Niederlage den Abschied von allen restaurativen Versuchen des 19. Jahrhunderts, an frühere koloniale Größe anzuknüpfen. Spanien sank endgültig auf weltpolitisch drittrangiges Niveau und die Niederlage hatte weitreichende psychische Folgen für das innere politische und kulturelle Gefüge des Landes. Für Kuba bedeutet der Krieg den Abschluss der jahrzehntelangen Unabhängigkeitskriege gegen Spanien und zumindest formal die Geburt als eigenständige Nation, wobei das Land nahtlos unter die Dominanz der USA geriet. In der Geschichte der Philippinen steht er für das vorläufige Scheitern der Unabhängigkeitsbestrebungen und den Beginn des Konflikts mit der neuen Kolonialmacht USA.

## Vorgeschichte des Krieges

### Das spanische Kolonialreich
Spanien war nach der Entdeckung Amerikas zu einer bedeutenden europäischen Macht geworden. Doch schon im 18. Jahrhundert schwand der Einfluss des spanischen Großreichs. Nachdem Anfang des 19. Jahrhunderts die gesamte Iberische Halbinsel von Napoleon unterworfen worden war, erreichten in fast ganz Lateinamerika die aufkommenden Unabhängigkeitsbewegungen ihr Ziel (siehe auch Simón Bolívar und José de San Martín). Übrig blieben Besitzungen in der Karibik (vor allem Kuba), im Pazifik (vor allem Philippinen) und an der west- und nordafrikanischen Küste.
Doch auch in diesen letzten Kolonien traten Unabhängigkeitsbestrebungen hervor, bedingt durch eine hohe und ungerechte Steuerlast und fehlende Mitwirkungsmöglichkeiten der Bevölkerung an Politik und Verwaltung. Das Spanien der Restauración verweigerte sich jedoch dringend notwendigen Reformschritten. Dazu kamen politische und wirtschaftliche Interessen der USA, die die einheimische Bevölkerung ermunterten, gegen die Kolonialmacht zu rebellieren.

### Die US-amerikanischen Interessen in Kuba
Die Annexion oder der Kauf Kubas wurden wiederholt von US-Präsidenten erwogen. Nach Jefferson und Madison schätzte 1823 auch John Quincy Adams die Annexion Kubas als eine unverzichtbare Aufgabe ein. In den 1850er Jahren lehnte Spanien den Vorschlag der USA ab, Kuba zu verkaufen (Ostende-Manifest). Vor allem Politiker der Südstaaten waren vor dem Bürgerkrieg daran interessiert, mit Kuba einen weiteren Sklaven haltenden Staat in die Union einzugliedern. Andererseits widersprachen jedoch rassistische Bedenken dem Ziel, Kuba (auf dem viele Menschen afrikanischer Herkunft lebten) gleichberechtigt in die USA zu integrieren. Diese Ansicht hatte auch Einfluss auf die US-Haltung zur kubanischen Unabhängigkeit, die Regierung unter US-Präsident Cleveland äußerte Bedenken, dass ein kubanischer Sieg zu einer weißen und schwarzen Republik ohne weiße Vorherrschaft führen könnte. Die spanische Regierung versuchte diese Ansicht zu nutzen und warnte den US-Außenminister in einem Brief bezüglich der Unabhängigkeitsbewegung: „In dieser Revolution ist das schwarze (negro) Element der bedeutendste Teil“. Die US-Regierung betrachtete sowohl eine kubanische Unabhängigkeit als auch eine spanische Herrschaft über Kuba als den Interessen von US-Unternehmen abträglich.
Nachdem aber die USA im Jahre 1890 die Arrondierung und Erschließung ihres kontinentalen Staatsgebietes abgeschlossen hatten und die Indianerkriege zu Ende gegangen waren, griff die auf Erschließung neuer Märkte, auch mit aggressiven Mitteln, ausgerichtete US-Politik auf den verbliebenen Überseebesitz der alten Welt- und Kolonialmacht Spanien über.

### Der kubanische Unabhängigkeitskrieg 1868–1898
Auf Kuba veröffentlichte der Großgrundbesitzer Carlos Manuel de Céspedes 1868 den Grito de Yara, die erste Unabhängigkeitserklärung. Daraufhin begann der Zehnjährige Krieg, der wesentlich zur Entstehung eines kubanischen Nationalgefühls beitrug, aber verheerende Auswirkungen auf die Wirtschaft des Landes hatte. Im Frieden von Zanjón 1878 wurden den Kubanern lediglich geringe Zugeständnisse gemacht, die als unzureichend empfunden wurden. Die Unabhängigkeitsbewegung war so nicht besänftigt worden, sondern eher gestärkt. Insbesondere der Schriftsteller José Martí setzte sich mit seinem Essay Nuestra América („Unser Amerika“) für die Befreiung ganz Lateinamerikas ein.
Wirtschaftliche Probleme sowie die Unwilligkeit der spanischen Kolonialverwaltung führten 1895 zu einem erneuten Aufstand unter der Führung Martís, der 1892 die Revolutionäre Partei Kubas gegründet hatte. Ihm war es gelungen, die beiden wichtigsten militärischen Führer der Unabhängigkeitsbewegung, Máximo Gómez und Antonio Maceo, zu einer Wiederaufnahme des Unabhängigkeitskrieges zu vereinen. José Martí fiel im Kampf und wurde zum Nationalhelden. Der Guerillakrieg gegen Spanien wurde jedoch weitergeführt und brachte die Kolonialmacht an die Grenzen ihrer wirtschaftlichen Leistungsfähigkeit.

## Ursachen und Anlass
Da weder Spanien noch die Unabhängigkeitskämpfer eine militärische Entscheidung auf Kuba bewirken konnten, nutzte der mächtige Nachbarstaat im Norden die Situation, um einzugreifen.
Zusätzlich schien der asiatische Markt seit langem auch für die USA verlockend. Die Philippinen waren von hohem strategischen Wert, da Manila unter den Spaniern eine Drehscheibe des Handels zwischen Ostasien und Lateinamerika geworden war. Die USA hatten schon deutliches Interesse an den pazifischen Inseln Hawaii (Hawaii-Territorium) und Samoa gezeigt. Die Interessen im Pazifik waren zwar nicht ausreichend, die US-Regierung zu einem Angriffskrieg gegen Spanien zu bewegen, jedoch war die Eroberung Manilas bereits Teil der seit 1896 durchgespielten Kriegsszenarien der US-Regierung.
Die US-Bevölkerung sympathisierte mehrheitlich mit den Aufständischen in Kuba. Die Rebellion gegen einen Vertreter der alten Welt wurde in der Presse mit dem US-Unabhängigkeitskampf verglichen. Demgegenüber ging die spanisch-kubanische Kolonialverwaltung mit aller Gewalt gegen Aufständische vor, was in der US-Presse betont wurde. Uneinheitlicher war die Haltung zu der Frage, ob die USA militärisch intervenieren sollten. So befürworteten etwa die Gewerkschaften Knights of Labor und American Federation of Labor (AFL) die Aufstände auf Kuba. Eine Resolution für eine US-Intervention erlitt innerhalb der AFL jedoch zunächst eine Niederlage, da eine dauerhafte US-Expansion (Ersatz des spanischen Kolonialismus) befürchtet wurde. Durch die euphorische Medienberichterstattung entwickelte sich jedoch eine deutlich sichtbare Mehrheit für eine Kriegserklärung, gegen die nun nur noch die Sozialisten sich mehrheitlich wandten.
Präsident Grover Cleveland erklärte im Dezember 1896, dass die USA nicht unbegrenzt Geduld gegenüber Spanien zeigen würden, und Präsident William McKinley führte schließlich in seiner Annual Message 1897 aus, dass die USA angesichts des anhaltenden spanischen Vernichtungsfeldzugs zu einer militärischen Intervention genötigt werden könnten. Im März 1898 unterrichteten mehrere Politiker und Berater, unter anderem Henry Cabot Lodge senior, Präsident McKinley davon, dass zahlreiche US-Geschäftsleute aufgrund der wirtschaftlichen Verluste auf eine schnelle Lösung der kubanischen Frage drängten. Am 27. März 1898 erließ McKinley ein Ultimatum an Spanien mit der Forderung nach einem Waffenstillstand.

Die USS Maine im Hafen von Havanna

Gegen spanische Proteste schickten die USA mit der Maine unter Kapitän Charles Dwight Sigsbee ein Schlachtschiff zu einem „Freundschaftsbesuch“ in den Hafen von Havanna, wo sie am 25. Januar 1898 eintraf. Gleichzeitig wurde die US-Flotte bei Key West zusammengezogen, und es liefen Vorbereitungen für eine Blockade der Insel, um die spanischen Truppen vom Nachschub abzuschneiden und weitere Verstärkungen zu unterbinden.
Um nicht als Aggressor gebrandmarkt zu werden, verbot der Kommandant der Maine der Besatzung, an Land zu gehen. Am 15. Februar 1898 kam es auf seinem Schiff jedoch zu einer verheerenden Explosion, bei der 268 amerikanische Seeleute und Soldaten den Tod fanden. Die USA beschuldigten Spanien, einen Angriff verübt zu haben; die amerikanische Öffentlichkeit war erwartungsgemäß empört. Unter anderem schürten die Publizisten William Randolph Hearst und Joseph Pulitzer die Stimmung gegen Spanien. Der Schlachtruf der Hearst-Presse lautete: Remember the Maine, to hell with Spain! („Denkt an die Maine! Zur Hölle mit Spanien!“), ein Kriegsgrund war gefunden. Hearst wies seinen Korrespondenten Remington an, in Havanna zu bleiben und Bilder zu liefern, damit er, Hearst, den Krieg liefern könne: “You furnish the pictures. I’ll furnish the war.”
Das Wrack der USS Maine ist Gegenstand vieler Nachforschungen geworden. Unter anderem kam eine Untersuchung 1976 zu dem Ergebnis, dass nicht, wie seinerzeit von der US-Regierung behauptet, eine Mine unter dem Schiff detonierte, sondern die Explosion im Innern der USS Maine stattfand. So könnte womöglich ein unentdeckter Schwelbrand in einem der Kohlebunker, der auf ein benachbartes Magazin übergriff, die Katastrophe ausgelöst haben (s. a. Kohlebrand). Eine neuere Untersuchung, in Form einer Simulation, des National Geographic Magazine (1999) schließt eine extern verursachte Minenexplosion nicht aus, ohne genügend Beweise für diese These zu besitzen.
Präsident McKinley, der einem Krieg zunächst ablehnend gegenübergestanden hatte, bat den Kongress unter öffentlichem Druck am 11. April 1898 um Erlaubnis, Truppen nach Kuba zu schicken, um gegen die Spanier vorzugehen. Die Erwähnung der Unabhängigkeitsfrage und von Rebellen als Kriegsteilnehmern wurde in dem Ersuchen geschickt vermieden. Am 19. April verabschiedeten das Repräsentantenhaus und der Senat gemeinsam eine Joint Resolution, die Spanien zum Abzug aus Kuba aufforderte und den Präsidenten McKinley autorisierte, alle militärischen Mittel einzusetzen, die nötig seien, um Kubas Unabhängigkeit von Spanien zu sichern. Das nach Senator Henry M. Teller (Colorado) benannte Teller-Amendment ergänzte den Beschluss durch die Bedingung, dass die USA Kuba nach seiner erlangten Unabhängigkeit nicht annektieren dürften. Dieses Amendment wurde von den kubanischen Rebellen positiv aufgenommen und führte – trotz der von einigen Rebellen zuvor geäußerten Bedenken, dass die US-Regierung möglicherweise Spaniens Königreich als Kolonialherr ablösen wolle – dazu, dass die US-Truppen von den Rebellen begrüßt wurden. Der Beschluss, sich in die inneren Angelegenheiten des spanischen Kuba mit militärischen Mitteln einzumischen, wurde am 20. April an Spanien übermittelt. Daraufhin brach Spanien alle diplomatischen Beziehungen zu den USA ab und erklärte seinerseits am 23. April den Krieg gegen die USA.

## Kriegsverlauf

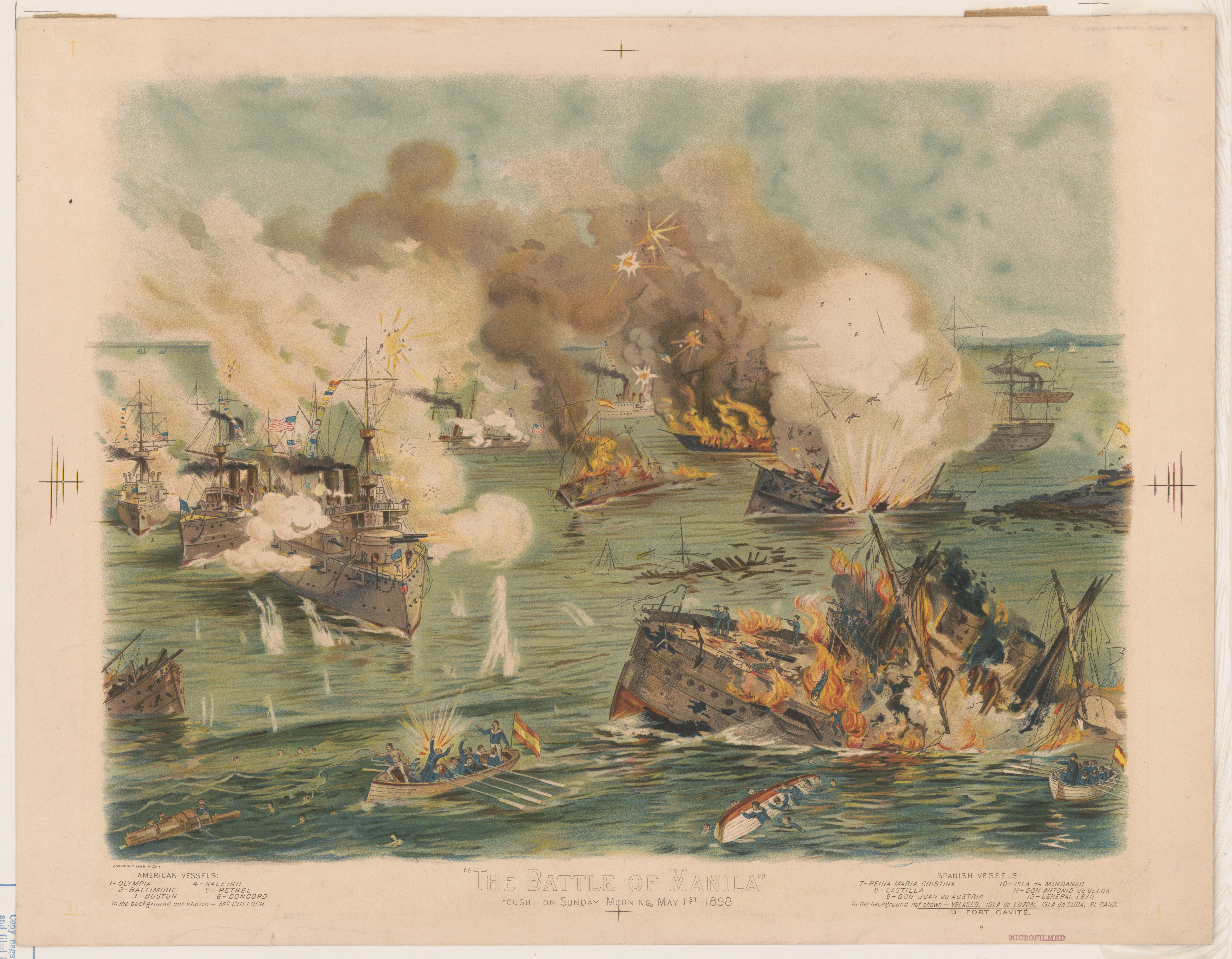
Zeitgenössische Darstellung der Schlacht in der Bucht von Manila

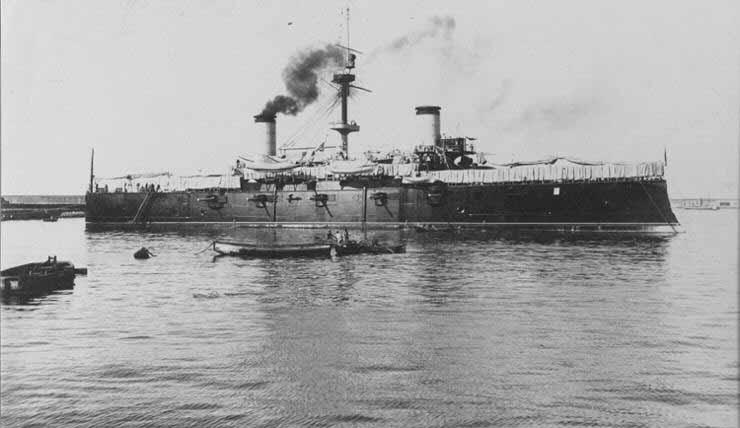
Der spanische Kreuzer Cristóbal Colón, der im Juli 1898 bei Santiago de Cuba versenkt wurde

Der von den USA lange vorbereitete Expansionskrieg wurde jedoch nicht auf Kuba, sondern auf dem philippinischen Archipel begonnen. Die US-Asienflotte besiegte am 1. Mai 1898 das veraltete spanische Geschwader unter Patricio Montojo in der Schlacht in der Bucht von Manila. Die Spanier waren für einen Mehrfronten-Krieg nicht gerüstet. Um die befestigte Garnison der Hauptstadt angreifen zu können, musste der US-Kommandant George Dewey aber auf Verstärkung aus den USA warten. In Schach gehalten wurden die Spanier zusätzlich von philippinischen Nationalisten unter Emilio Aguinaldo, die in den USA zunächst einen Verbündeten sahen und sich auf deren vage Versprechungen verließen, ohne die wirtschaftlichen Interessen der USA zu sehen.
Im Juni begann mit der Landung von US-Einheiten auf Kuba bei Daiquiri und Siboney der Krieg in der Karibik. Dort eroberten die USA am 25. Juli auch Puerto Rico. Letztlich konnten die militärisch unvorbereiteten Spanier den kräftemäßig weit überlegenen US-Truppen nichts entgegensetzen. US-Schiffe blockierten sämtliche kubanische Häfen und provozierten somit einen Durchbruchversuch der spanischen Flotte. An einem einzigen Tag, dem 3. Juli 1898, wurde die gesamte spanische Atlantikflotte unter Pascual Cervera von der zahlenmäßig und technisch weit überlegenen US-Marine unter William T. Sampson vernichtet (→ Seeschlacht vor Santiago de Cuba). Auf dem kubanischen Festland siegten die USA am 24. Juni bei Las Guásimas und am 1. Juli bei El Caney, Kettle Hill und auf dem San-Juan-Hügel. Die US-Army hatte jedoch erhebliche Probleme mit der Nachschuborganisation und logistischen Versorgung der Landetruppen. So mussten beispielsweise die legendären Rough Riders, die unter dem Kommando von Theodore Roosevelt den San-Juan-Hügel belagerten, unberitten kämpfen, weil ihre Pferde im Hafen von Tampa standen und nicht auf die Insel übergesetzt werden konnten. Von den etwa 5.000 US-Soldaten, die im Spanisch-Amerikanischen Krieg ihr Leben verloren, starben viele an Krankheiten, vor allem an Gelbfieber.
Nach der Niederlage auf dem karibischen Kriegsschauplatz war die Lage der Spanier auch auf den Philippinen aussichtslos. Die Garnison in Manila vereinbarte deshalb mit dem US-Oberbefehlshaber George Dewey die Kapitulation.
Während des Krieges versuchte das Deutsche Kaiserreich, europäische Mächte für ein Eingreifen auf der Seite Spaniens zu gewinnen. In Deutschland waren schon seit einiger Zeit Bestrebungen von Kolonialpolitikern im Gange, die die Bildung einer deutschen Südseekolonie mit Schwerpunkt auf den Philippinen anstrebten. „Manila müssen wir haben!“, äußerte auch der deutsche Kaiser Wilhelm II. im Jahr 1898. Es gab deutsche Waffenlieferungen an Spanien und in der Bucht von Manila kam es zu Beinahe-Zusammenstößen zwischen einem demonstrativ vor der Küste der Philippinen zusammengezogenen deutschen Südseegeschwader und den Schiffen der amerikanischen Asienflotte (Manila-Zwischenfall). Nach Angriffsdrohungen der US-Navy zog sich die deutsche Abteilung jedoch zurück.
Das Kriegsende wurde mit der Unterzeichnung des sogenannten Vorfriedensprotokolls unter Vermittlung des französischen Botschafters Jules Cambon in Washington am 12. August 1898 erreicht. Manila wurde am 13. August von der US-Armee besetzt. Die philippinischen Aufständischen durften die Stadt nicht betreten. Auch in Santiago de Cuba wurde den kubanischen Unabhängigkeitskämpfern kein Zugang gewährt. Die USA wollten verhindern, dass Unabhängigkeitskämpfer mit den Spaniern über deren Kapitulationsbedingungen verhandeln.

## Der Friedensvertrag

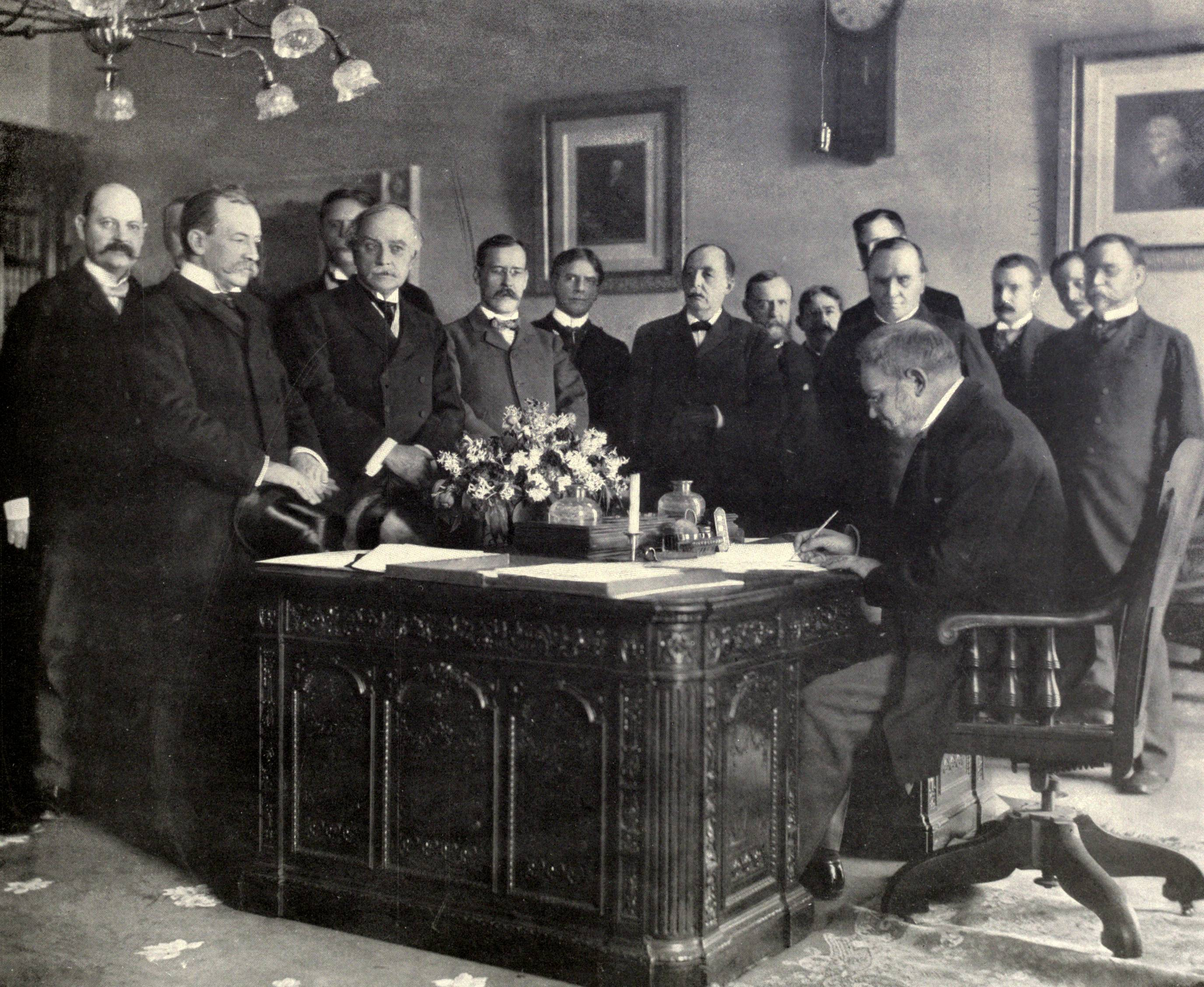
Der französische Botschafter in den USA Jules Cambon unterzeichnet im Namen Spaniens am 1. Mai 1899 die Ratifikationserklärung des Vertrags

Nach zweimonatigen Verhandlungen wurde der Pariser Frieden 1898 (auch Vertrag von Paris) zwischen Spanien und den USA geschlossen und am 10. Dezember 1898 unterzeichnet. Zum spanischen Verhandlungsteam gehörten u. a. Eugenio Montero Ríos und Buenaventura Abárzuza Ferrer. Der Vertrag wurde vom US-Senat am 6. Februar 1899 ratifiziert, von Spanien am 19. März 1899.
Spanien musste Puerto Rico (inklusive der Spanischen Jungferninseln), Guam und die Philippinen an die USA abtreten und erhielt dafür von den USA 20 Millionen US-Dollar (was inflationsbereinigt 2014 rund 570 Millionen US-Dollar entsprechen würde). Kuba wurde, wie im sogenannten Teller-Amendment festgelegt, formal von Spanien unabhängig, blieb aber zunächst unter US-Besatzung. Durch die Aufnahme des Platt-Amendment in die kubanische Verfassung von 1901 wurde die faktische wirtschaftliche, politische und militärische Abhängigkeit Kubas von den USA besiegelt.
Spanien erhielt außerdem für zehn Jahre die Erlaubnis, philippinische Häfen mit Schiffen anzulaufen und Handel zu denselben Konditionen zu betreiben wie die USA.

## Folgen

### Kuba und Puerto Rico
Kuba wurde 1902 zur Republik erklärt, wobei die USA mit dem Platt Amendment Kuba eine Verfassung aufzwangen, die die Souveränität des Landes erheblich zugunsten der USA einschränkte. Hauptsächlicher Gegenstand des Platt Amendment war ein zur Wahrung amerikanischer Interessen jederzeitiges Interventionsrecht in Kuba. Als im September 1899 kubanische Arbeiter für eine Arbeitszeitverkürzung streikten, wurde die US-Armee zur Sicherung der Gebäude eingesetzt, um einen effektiven Streik zu unterbinden. Der Anteil von US-Unternehmen in der kubanischen Wirtschaft nahm zu, zum Beispiel kaufte die United Fruit Company 1,9 Millionen Acre (rund 8.000 km²) Land zum Preis von rund 20 Cent/Acre.
Puerto Rico (inklusive der Spanischen Jungferninseln) wurde eine US-amerikanische Überseebesitzung und durch US-Amerikaner kolonisiert. 1900 beendete der Foraker Act die militärische Besatzung, 1917 wurden die Puerto-Ricaner Staatsbürger (Jones-Shafroth Act), 1941 wurde der Insel ein assoziierter Status im föderalen Gefüge der Vereinigten Staaten eingeräumt. Am 6. November 2012 stimmten die Puerto-Ricaner parallel zur US-Präsidentschaftswahl, an der sie, da sie nicht in einem US-Bundesstaat leben, nicht teilnehmen durften, in einem Referendum über den Status Puerto Ricos mehrheitlich dafür, den Status als (51.) Bundesstaat zu beantragen, dieser muss vom US-Kongress bewilligt werden. Da sowohl die Demokratische als auch die Republikanische Partei der USA im Vorfeld ihre Unterstützung angekündigt hatten, scheint dies nur noch eine Frage der Zeit zu sein.

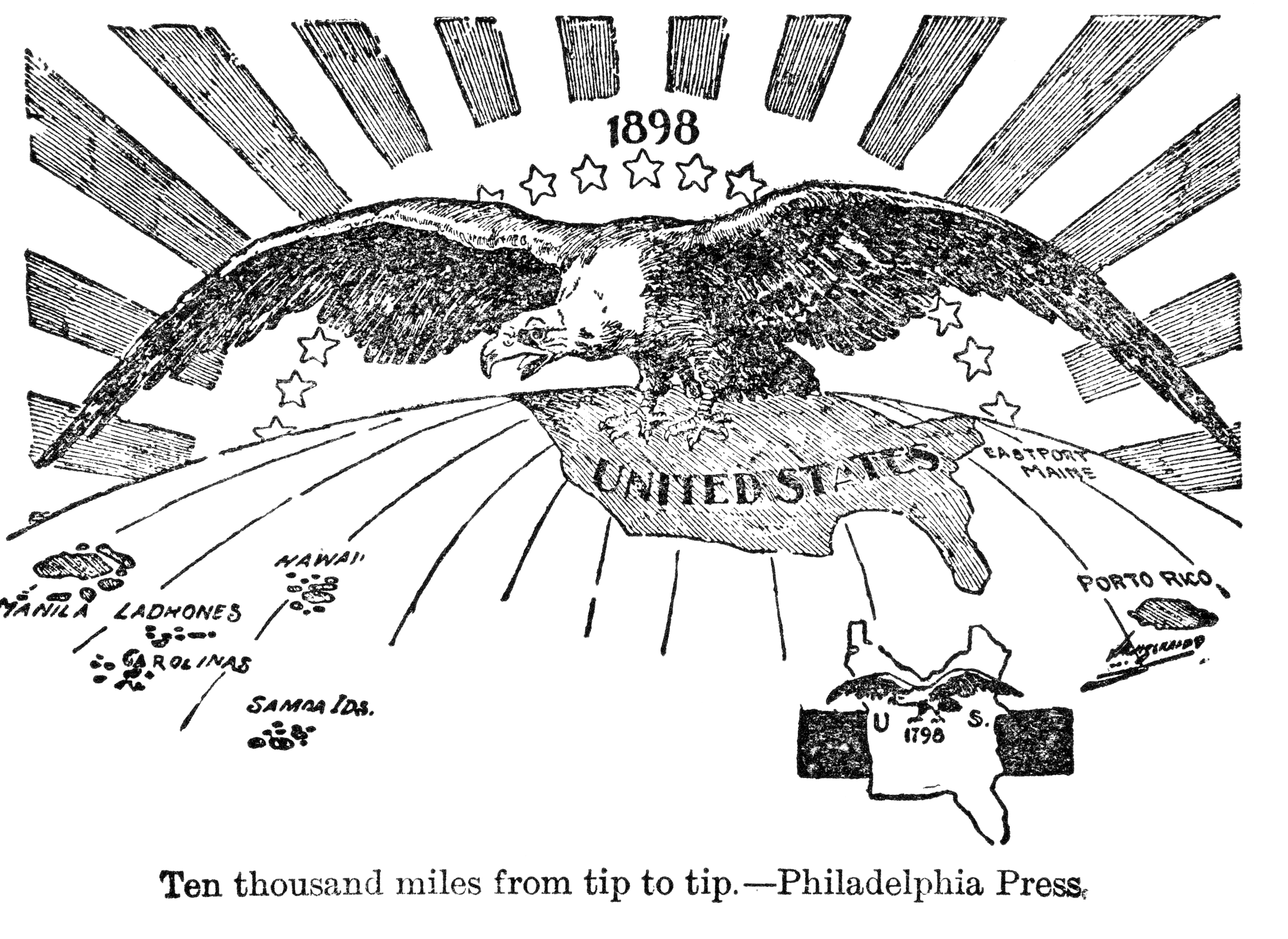
Politische Karikatur von 1898: Die Schwingen des amerikanischen Adlers überspannen „zehntausend Meilen“ von den Philippinen bis Puerto Rico

### Philippinen
Die Philippinen wurden als weitere Folge des Spanisch-Amerikanischen Krieges zu einer amerikanischen Überseebesitzung. Präsident William McKinley bezeichnete die Eroberung der Inselgruppe als ein „Gottesgeschenk“, und Senator Albert J. Beveridge sah sie als „Sprungbrett nach China“, dessen gigantische Märkte den Amerikanern nun offenstünden. Im Philippinisch-Amerikanischen Krieg 1899 bis 1902 versuchte die alte Unabhängigkeitsbewegung ohne Unterstützung von außen erfolglos die Unabhängigkeit von den USA zu erreichen. Die Philippinen standen bis zur japanischen Besetzung 1941 unter direkter amerikanischer Verwaltung und erhielten erst mit dem Ende des Zweiten Weltkrieges 1946 die formelle Unabhängigkeit.

### Spanien
Im unterlegenen Spanien löste das „Desaster von 1898“ und damit der Rückgang nationaler und wirtschaftlicher Größe eine intellektuelle Bewegung aus, aus der die sogenannte „Generation von 1898“ hervorging, die für eine politische Neubesinnung des Landes eintrat. Außerdem setzte eine verstärkte kulturelle und politische Umorientierung im Baskenland und in Katalonien ein. Fortan wurde verstärkt die Autonomie bzw. nationale Unabhängigkeit vom spanischen Zentralstaat angestrebt. In den traditionell herrschenden Schichten wurde der Verlust an internationaler Bedeutung als nationale Schande empfunden.

### Vereinigte Staaten
Für die USA bildete der Spanisch-Amerikanische Krieg den Ausgangspunkt für eine koordinierte Militärverwaltung der USA, die im Joint Chiefs of Staff mündete. Vorbild hierfür war das preußisch-deutsche Heer mit seinem Generalstab.
Mit ihrem Sieg traten die USA trotz heimischer isolationistischer Bewegungen (Monroe-Doktrin) in den Kreis der imperialistischen Mächte ein. Mehrere Inseln und Inselgruppen, die im Zuge des Krieges in den Herrschaftsbereich der USA gerieten, sind heute noch Außengebiete. Dies gilt für Puerto Rico und Guam, die durch den Friedensvertrag von Spanien abgetreten wurden. Das am Tag des Vorfriedens annektierte Hawaii, das zuvor seit 1894 eine unabhängige Republik (davor ein Königreich) gewesen war, ist seit 1959 ein Bundesstaat.

### Deutsches Reich
Mit dem Deutsch-Spanischen Vertrag über die Südseegebiete vom 12. Februar 1899 konnte das Deutsche Reich die Karolinen, die Palauinseln sowie die Marianen von Spanien erwerben. Zuvor hatte das Deutsche Reich bereits Interesse an den Philippinen gezeigt (so schlug z. B. der deutsche Gesandte in Manila, Friedrich Krüger, die Begründung einer philippinischen Monarchie unter einem deutschen Prinzen vor) und im Sommer 1898 ein starkes Geschwader unter dem Kommando Otto von Diederichs’ nach Manila entsandt. Dieses Geschwader stand dort dem US-Geschwader unter George Dewey kampfbereit gegenüber (→ Manila-Zwischenfall). Es gibt Berichte, wonach von US-Seite sogar Warnschüsse abgefeuert wurden.
Vor allem der Manila-Vorfall führte zu einer Entfremdung zwischen dem Deutschen Reich und den USA (vgl. Samoa-Krise). Die US-Navy erarbeitete infolgedessen den „War Plan Black“ aus, der sich mit der Möglichkeit eines deutsch-amerikanischen Krieges befasste.

## Gedenkstätten

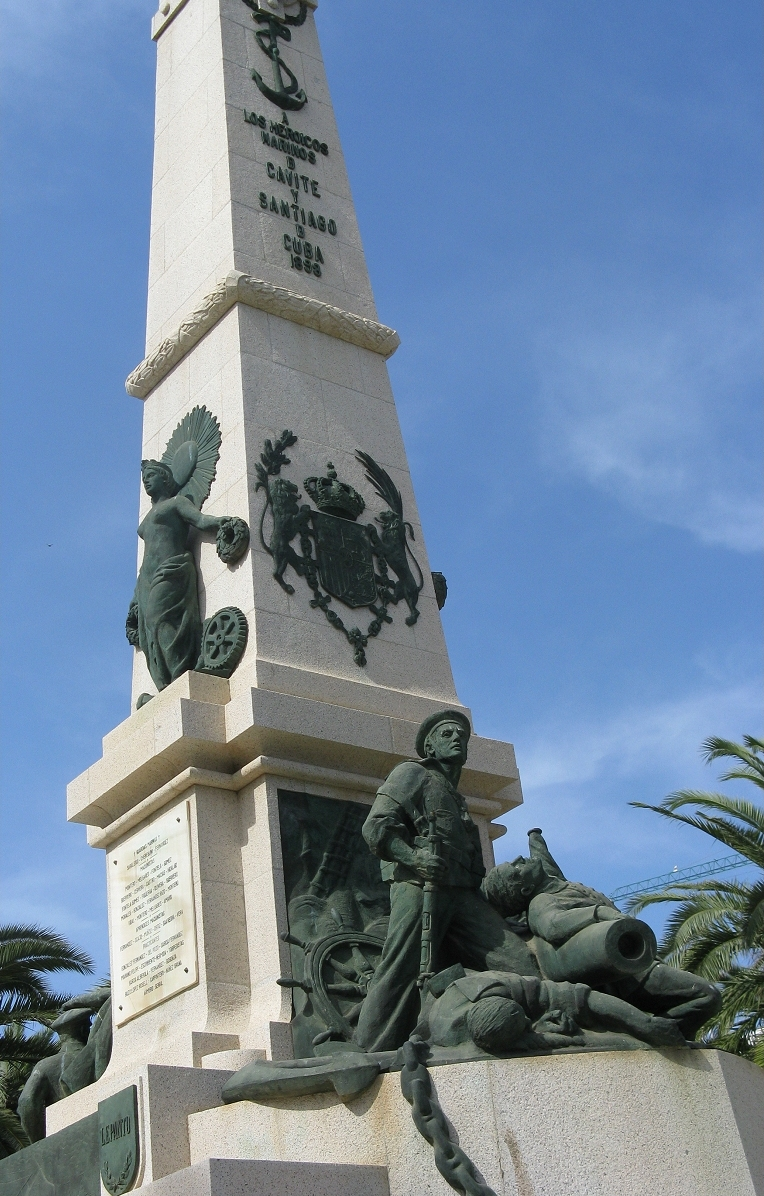
Den Helden von Cavite gewidmetes Denkmal in Cartagena für die in der Schlacht in der Bucht von Manila bzw. bei der Verteidigung Cubas und der Philippinen gegen die USA etwa 5.000 gefallenen spanischen Seeleute und Marinesoldaten

Auf dem San-Juan-Hügel am Stadtrand von Santiago de Cuba, dem historischen Ort der entscheidenden Schlacht, besteht seit Ende der 1920er Jahre ein Gedenkpark mit mehreren Denkmälern. Der sogenannte Friedensbaum markiert die Stelle der Unterzeichnung des Waffenstillstands zwischen spanischen und US-amerikanischen Truppen am 16. Juli 1898.
Außerhalb von Santiago de Cuba wurde 1998 ein Museum eingeweiht, das dem Krieg gewidmet ist. Es liegt an der Landstraße, die vom Landungspunkt der US-Truppen, dem Strand von Siboney, zum San-Juan-Hügel führt.
Weiterhin erstreckt sich von der Bucht von Santiago entlang der Küste in westlicher Richtung ein unterwasserarchäologisches Schutzgebiet, in dem geführte Tauchgänge zu den dort im Verlauf der Seeschlacht untergegangenen Schiffen durchgeführt werden.

## Film und Fernsehen
- 1898. Los últimos de Filipinas
- Visite sous-marine du „Maine“
- Tearing Down the Spanish Flag
- Rough Riders, TV-USA 1997, Regie: John Milius
- Teddy the Rough Rider, USA 1940, Regie: Ray Enright
- Roosevelt’s Rough Riders embarking for Santiago. Restaurierte Dokumentarfilmaufnahme von 1898